# Jakub Gierszał
Jakub Gierszał (sinh ngày 20 tháng 3 năm 1988) là một nam diễn viên người Ba Lan. Vào năm 2009, anh ra mắt lần đầu trước khán giả với vai Kazik trong bộ phim Mọi thứ tôi yêu (tiếng Ba Lan: Wszystko, co kocham).
Gierszał sinh ra ở Kraków. Cha anh, Marek, là một giám đốc nhà hát làm việc chủ yếu ở Đức. Khi anh được vài tháng tuổi, gia đình anh chuyển đến Hamburg. Sau 11 năm, anh trở lại Ba Lan và định cư ở Toruń. Anh theo học tại Học viện nghệ thuật sân khấu quốc gia AST ở Krakow.
Năm 2012, anh được đề cử cho hạng mục Nam diễn viên chính xuất sắc nhất của Giải thưởng điện ảnh Ba Lan (Giải thưởng Đại bàng) cho vai diễn trong bộ phim Căn phòng tự sát (tiếng Ba Lan: Sala Samobójców). Gierszał đã nhận được Giải thưởng Ngôi sao băng vào năm 2012.

## Phim tiêu biểu
- 2009: Wszystko, co kocham - Kazik
- 2010: Milion dolarów - Pawelek
- 2011: Sala samobójców - Dominik Santorski [4]
- 2012: Yuma - Zyga
- 2013: Diabeł z trzema złotymi włosami - Felix
- 2014: Dracula Untold - Acemi [4]
- 2015: Hiszpanka - Krystian Ceglarski
- 2016: Zgoda - Erwin
- 2017: Najlepszy - Jerzy Górski [4]
- 2017: Pokot - Dyzio [4]
- 2020: Najmro. Kocha, kradnie, szanuje - Antos